# Johann Wilhelm Späth

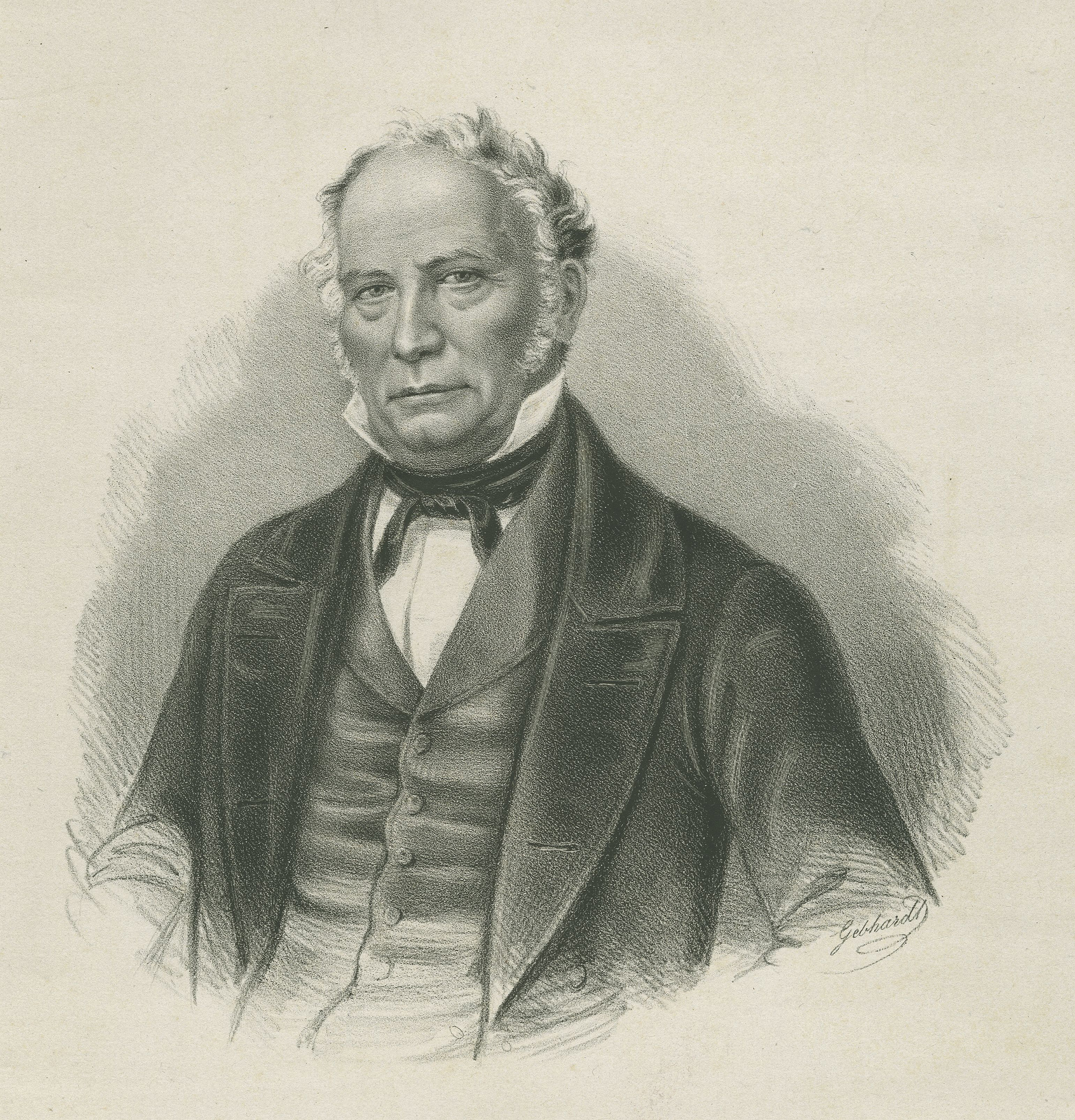
Portrait, 1854

Johann Wilhelm Späth (* 1786 in Ismannsdorf; † 1854 in Nürnberg) war ein deutscher Techniker, Erfinder und als Industrieller Gründer der ersten Nürnberger Maschinenfabrik im 19. Jahrhundert.

## Leben

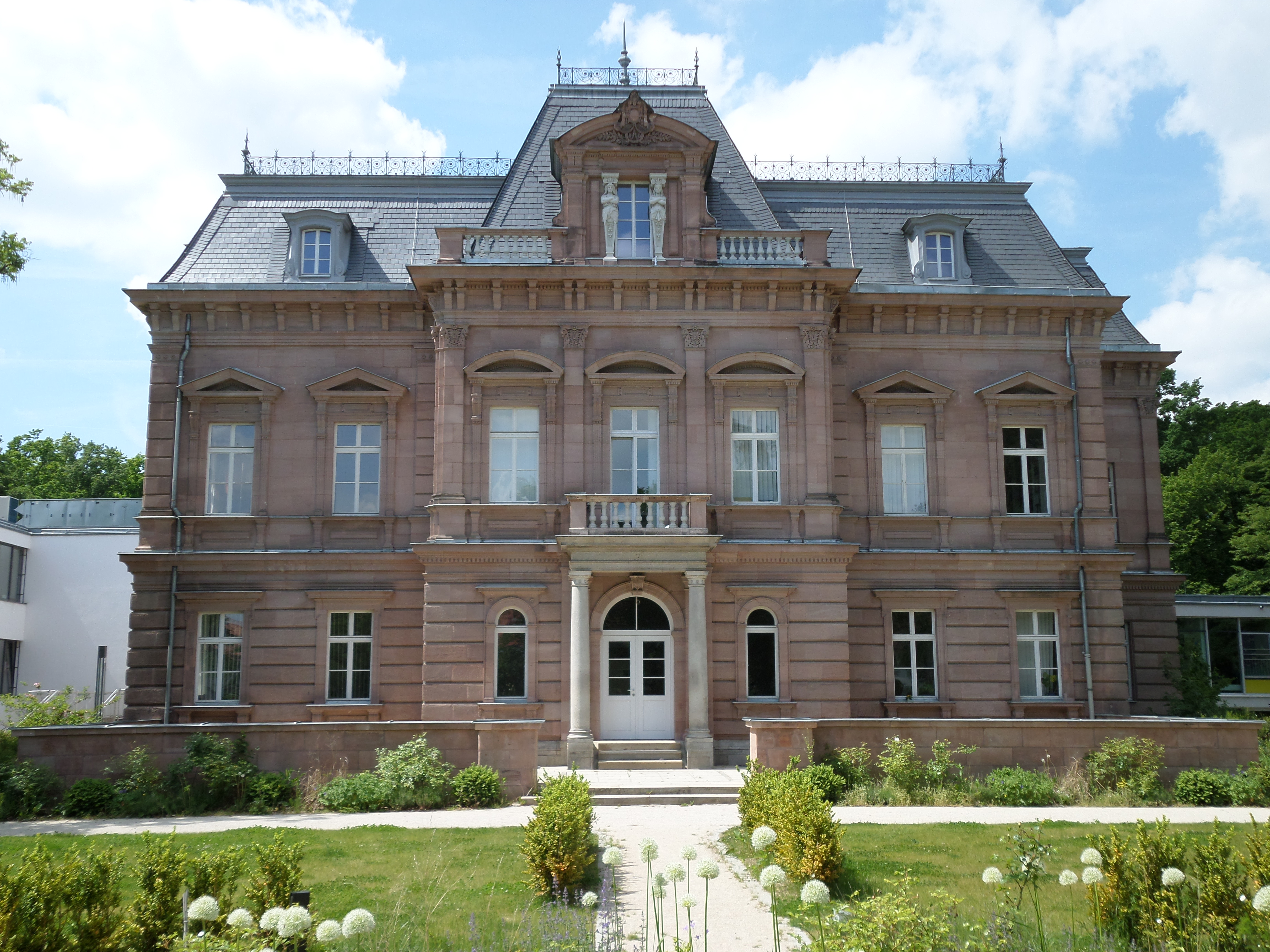
Villa Spaeth in der Dutzendteichstraße

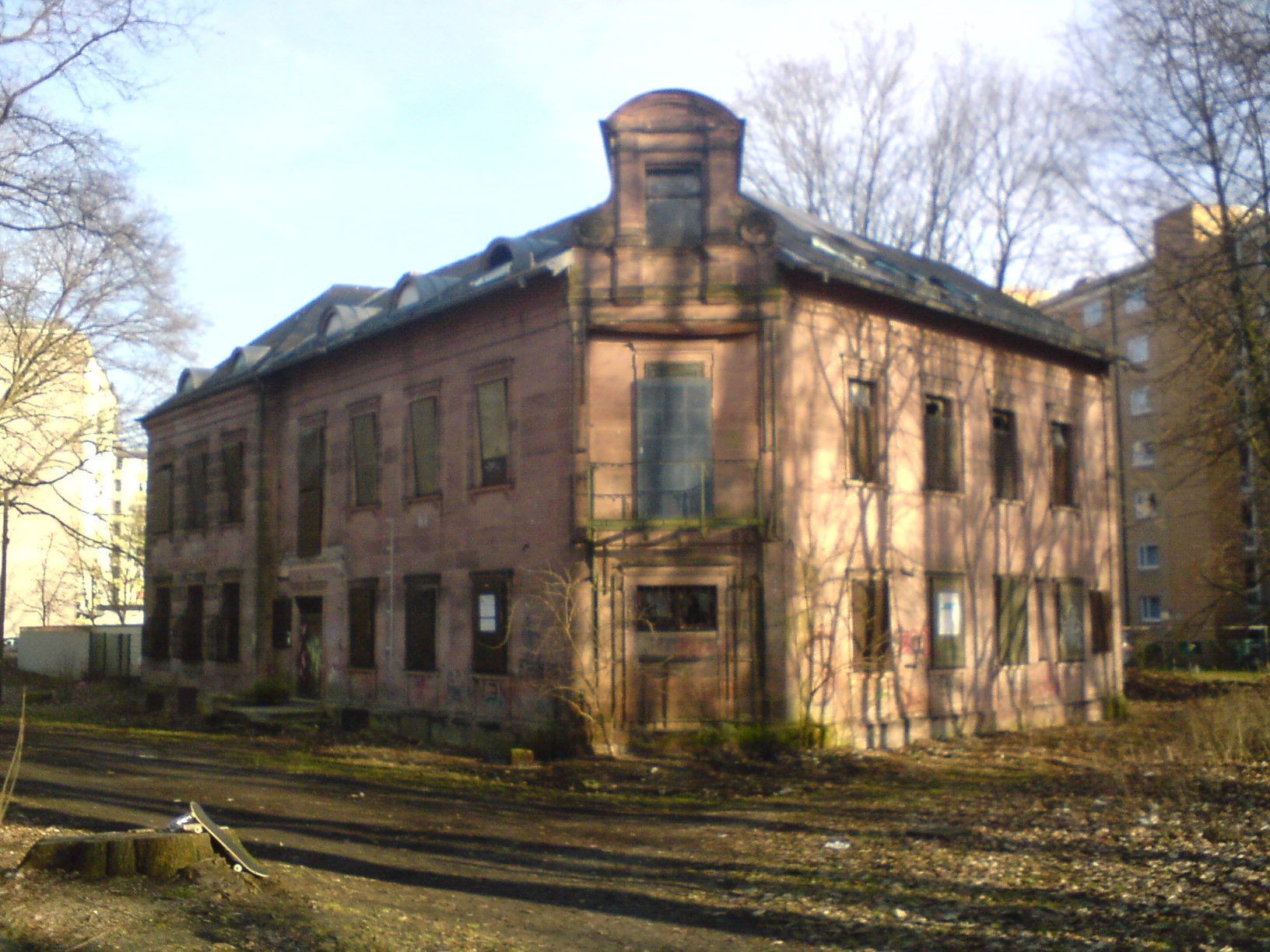
Hammerbachsche Villa in der Schultheissallee

Nach einer Müllerlehre arbeitete Johann Wilhelm Späth als Mühlbursche und als Werkführer der Rohresmühle. Auf seinen nachfolgenden Wanderschaften quer durch Deutschland lernte er die Technik englischer Maschinen kennen. Nach seiner Heimkehr arbeitete Späth zuerst als Maschinenmeister in einer Schwabacher Tuchfabrik, anschließend beschäftigte er sich als Mühlenarzt mit der Reparatur und der Konstruktion von Mühlen.
1822 eröffnete Johann Wilhelm Späth seine eigene Mechanikerwerkstatt im Nürnberger Stadtteil Wöhrd. Aufgrund der guten Auftragslage wurde sie bald zu klein und er kaufte 1825, zusammen mit seinem Bruder Johann Michael Späth, das am Ausfluss des Dutzendteiches gelegene Mühlhammerwerk. Innerhalb von zehn Jahren baute Wilhelm Späth das Werk nach amerikanischem Vorbild um und es entstand die „erste Bayerische Maschinenfabrik“. 1835 umfasste die Fabrik eine Dreherei, Schlosserei, Schmiede und eine Schreinerei. Im selben Jahr wurde in den späthschen Werkshallen auch die erste Lokomotive mit dem Namen Adler für die erste deutsche Eisenbahngesellschaft, der Ludwigseisenbahn zusammengesetzt. Er sorgte zudem für einen zollfreien Transport der Einzelteile nach Nürnberg, indem er als Empfänger fungierte und die Dampflokomotive als Muster für die deutsche Industrie bezeichnete.
Da er keinen Wert auf Massenproduktion legte, wuchs seine Fabrik nur langsam. Kurz vor seinem Tod im Jahre 1854 arbeiteten ca. 140 Menschen in der Fabrik. Als Späth erkannte, dass es ohne Massenproduktion nicht weitergehe, fehlte ihm das Kapital zum Expandieren.
1854 fiel Johann Wilhelm Späth einer Epidemie der Cholera in Nürnberg, als einer der ersten von 325 Menschen, zum Opfer.
Johann Wilhelm schreib seinen Namen stets Späth, und nannte seine Firma ebenso. Johannes Falk, sein Schwiegersohn und Nachfolger, führte die Schreibweise Spaeth ein, die zum offiziellen Firmennamen wurde. In der Folge wurden beide Schreibweisen benutzt.
Die Maschinenfabrik wurde zunächst von Spaeths Schwiegersohn Johannes Falk weitergeführt. Falk gehörte zwar auch zum eher vorsichtigen Unternehmertypus, aber die auflebende Konjunktur war Spaeth & Co gnädig und verhalf dem Unternehmen zu einem enormen Wachstum. Die Zahl der Mitarbeiter wuchs bis 1860 auf 400 an. Der Aufschwung setzte sich bis zum Bau des Reichsparteitagsgeländes fort. Interessenkonflikte mit den Plänen der Nationalsozialisten führten zum Niedergang des Unternehmens. Firmengrundstücke mussten weit unter Wert abgegeben werden, Staatsaufträge wurden entzogen und lukrative Rüstungsaufträge gingen an andere Firmen. Im Zweiten Weltkrieg wurden die Fabrikanlagen zerstört, was letztendlich zur Gewerbeabmeldung im Jahr 1960 führte. Was blieb, sind einige Ruinen, die 1874 erbaute Fabrikantenvilla der Familie Spaeth in der Dutzendteichstraße und die halb verfallene „Hammerbachersche Villa“ an der Schultheißallee. (Hans Hammerbacher war ein weiterer Schwiegersohn Späths.) Unweit der Nürnberger Peterskirche erinnert die Wilhelm-Spaeth-Straße an den Erfinder.

## Werke

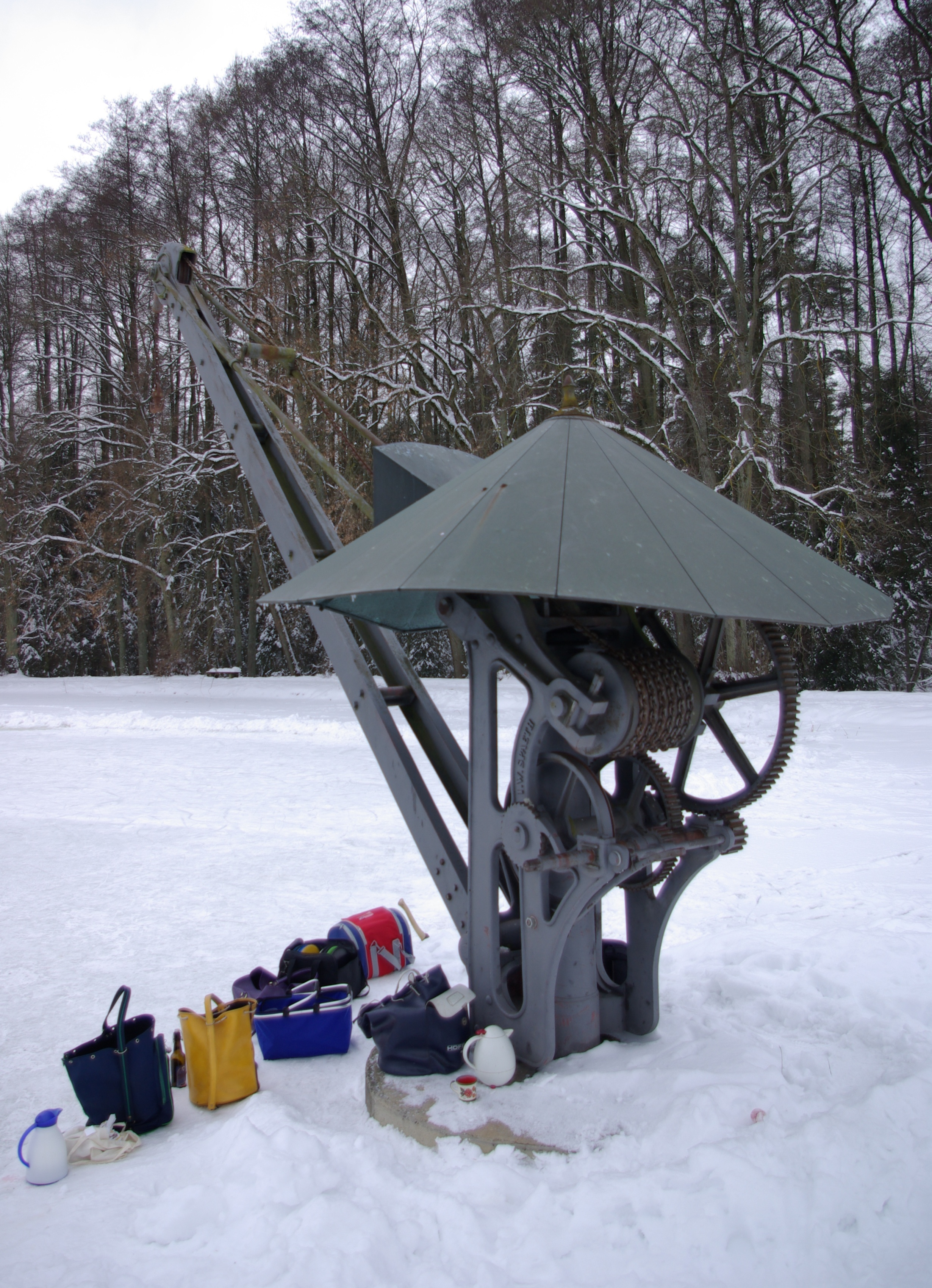
Kran der Maschinenfabrik Johann Wilhelm Spaeth am zugefrorenen Kanalhafen Worzeldorf des Ludwig-Donau-Main-Kanals, 2011

Namenszug an einem Getriebe

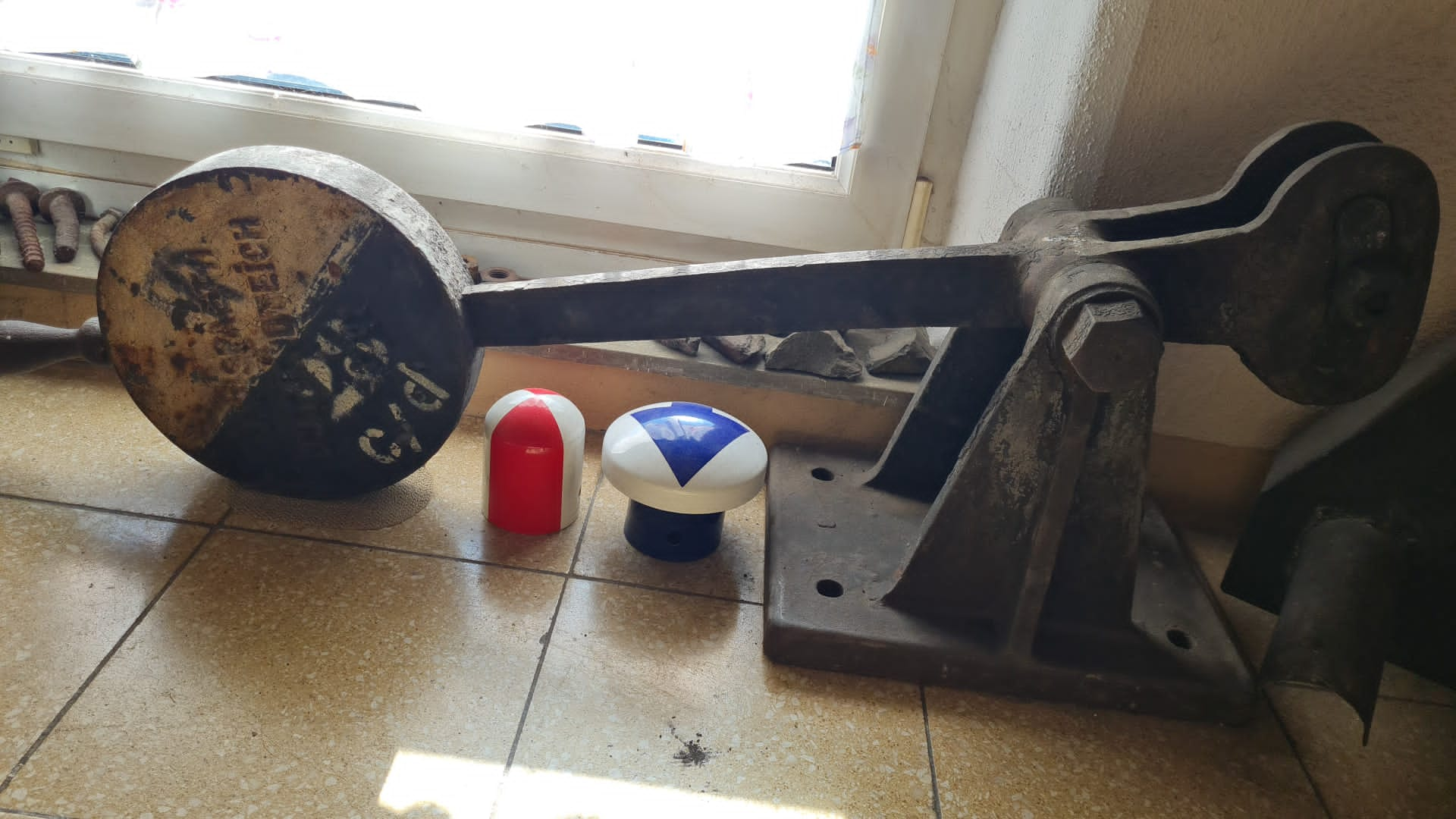
Weichenhebel der K.Bay.Sts.B. mit der Aufschrift von J.W.Spaeth, hergestellt im Jahr 1901 (Privatbesitz)

Die 1825 von Späth gebaute neue Winde zur Befestigung des Englischen Grußes von Veit Stoß in der Lorenzkirche ist noch heute in Betrieb.
Späth konstruierte Teile für die „Adler“, die erste Dampflokomotive in Deutschland, die am 7. Dezember 1835 von Nürnberg nach Fürth fuhr, und wirkte am Zusammenbau der vom englischen Lokomotivbauer Robert Stephenson in über hundert Einzelteilen gelieferten Lokomotive mit.
Für den Bau des Ludwig-Donau-Main-Kanals, der die Donau mit dem Main verband, entwickelte er besondere Baggermaschinen, Wasserschnecken, Kräne, Schleusen und Stauwehre.
Einige Maschinen sind im Museum Industriekultur ausgestellt.